# 타카야마 미야코
타카야마 미야코(일본어: 高山 都, 1982년 12월 27일 ~ )는 일본의 패션 모델, 배우이자 탤레트이다. 오사카부 출신이다. 